# Касењ (Жерс)
Касењ (фр. Cassaigne) насеље је и општина у јужној Француској у региону Миди Пирене, у департману Жерс која припада префектури Кондом.
По подацима из 2011. године у општини је живело 226 становника, а густина насељености је износила 26,34 становника/km². Општина се простире на површини од 8,58 km². Налази се на средњој надморској висини од 104 метара (максималној 168 m, а минималној 74 m).

## Демографија
| 1962. | 1968. | 1975. | 1982. | 1990. | 1999. | 2011. |
| ----- | ----- | ----- | ----- | ----- | ----- | ----- |
| 194   | 202   | 172   | 169   | 201   | 186   | 226   |

График промене броја становника у току последњих година